# بعثة الأمم المتحدة في السودان
أنشئت بعثة الأمم المتحدة في السودان (UNMIS) من قبل مجلس الأمن الدولي تحت قرار 1590 من 24 مارس 2005، ردا على توقيع اتفاقة السلام الشامل بين حكومة السودان والحركة الشعبية لتحرير السودان في 9 يناير 2005 في السودان.
تتمثل مهام بعثة الأمم المتحدة في السودان في دعم تنفيذ اتفاقية السلام الشامل، وأداء بعض الوظائف المتعلقة بالمساعدة الإنسانية، والحماية، وتعزيز حقوق الإنسان، ودعم بعثة الاتحاد الأفريقي في السودان. انتهت ولاية بعثة الأمم المتحدة في السودان في 9 يوليو 2011؛ قام مجلس الأمن الدولي بإنهاء المهمة رسميًا في 11 يوليو 2011، بتخفيض بحلول 31 أغسطس 2011. ونُقلت المعدات والأفراد إلى القوة الأمنية المؤقتة وبعثة الأمم المتحدة في جنوب السودان.
أشهر موظفاتها الصحفية لبنى الحسين، التي استقالت من أجل رفع الحصانة عنها.

## الإحصاء
بحسب  حقائق وأرقام الأمم المتحدة: الخرطوم، السودان
- المدة: مارس 2005 إلى يوليو 2011
- الممثل الخاص للأمين العام ورئيس البعثة: هايلي مينكاريوس.
- النائب الرئيسي للممثل الخاص للأمين العام (سياسي): جاسبر سينغ ليدر
- نائب الممثل الخاص للأمين العام (المقيم ومنسق الشؤون الإنسانية): جورج شاربينتييه
- قائد القوة: موسى بيسونغ أوبي (نيجيريا)
- مفوض الشرطة: شاغر

## قوة
ما يصل إلى 10.000 من العسكريين بما في ذلك 750 مراقبا عسكريا؛ بالإضافة إلى 715 من الشرطة المدنية و 1018 من الموظفين المدنيين الدوليين و 2623 من الموظفين الوطنيين و 214 من متطوعي الأمم المتحدة. وهناك قوة صغيرة تابعة للاتحاد الأفريقي على الأرض تم دمجها مع قوة الأمم المتحدة. تمركزت القوات في 6 قطاعات مختلفة، مع وجود مراقبين عسكريين مسؤولين عن مراقبة وقف إطلاق النار. تم توفير حماية القوة من قبل مختلف البلدان المساهمة.
تم تقسيم القطاعات على هذا النحو:
- القطاع 2: بحر الغزال؛ مقر قطاع واو؛ البلدان المساهمة بقواتها (كينيا والصين). يشمل هذا القطاع ولايات غرب بحر الغزال وشمال بحر الغزال ووارب والبحيرات.
- القطاع 3: أعالي النيل الأبيض؛ مقر قطاع ملكال؛ البلد المساهم بقواته (الهند). يشمل هذا القطاع ولايات جونقلي والوحدة وأعالي النيل.
- القطاع 4: جبال النوبة؛ مقر القطاع كادوقلي؛ البلد المساهم بقواته (مصر). هذا القطاع له نفس حدود مقاطعة جنوب كردفان السابقة عندما تم تقسيم كردفان الكبرى إلى مقاطعتين.
- القطاع 5: جنوب النيل الأزرق؛ مقر قطاع الدمازين؛ البلد المساهم بقواته (باكستان). يتكون هذا القطاع من ولاية النيل الأزرق.
- القطاع 6: أبيي؛ مقر القطاع أبيي؛ البلد المساهم بقواته (زامبيا). يشمل هذا القطاع منطقة النفط المتنازع عليها المحيطة وتمتد شمالًا من بلدة أبيي.

### المساهمون من الأفراد العسكريين
الجزائر، أستراليا، النمسا، بنغلاديش، بوتسوانا، البرازيل، كمبوديا، كندا، الصين، كولومبيا، كرواتيا، الدنمارك، جيبوتي، الإكوادور، مصر، فيجي، فنلندا، ألمانيا، اليونان، غواتيمالا، المجر، الهند، إندونيسيا، إيطاليا، اليابان، منغوليا  الأردن، كينيا، ملاوي، ناميبيا، نيبال، هولندا، نيوزيلندا، نيجيريا، النرويج، عمان، باكستان، باراغواي، بيرو، بولندا، رومانيا، روسيا، رواندا، جنوب أفريقيا، كوريا الجنوبية، إسبانيا، السويد، تايلاند، توغو، المملكة المتحدة، الولايات المتحدة، أوكرانيا، الأوروغواي، فيتنام، اليمن، زامبيا، زيمبابوي

### المساهمون بأفراد الشرطة
الأرجنتين، أستراليا، بنغلاديش، بوتان، البرازيل، البوسنة والهرسك، كندا، الصين، الدنمارك، مصر، فيجي، غامبيا، ألمانيا، غانا، الهند، إندونيسيا، الأردن، كينيا، ماليزيا، المكسيك، نيبال، هولندا، نيوزيلندا، نيجيريا والنرويج وباكستان والفلبين وروسيا وساموا وكوريا الجنوبية وسريلانكا والسويد وتنزانيا وتركيا وأوغندا والمملكة المتحدة والولايات المتحدة وأوكرانيا وزامبيا وزيمبابوي

## الوضع الراهن

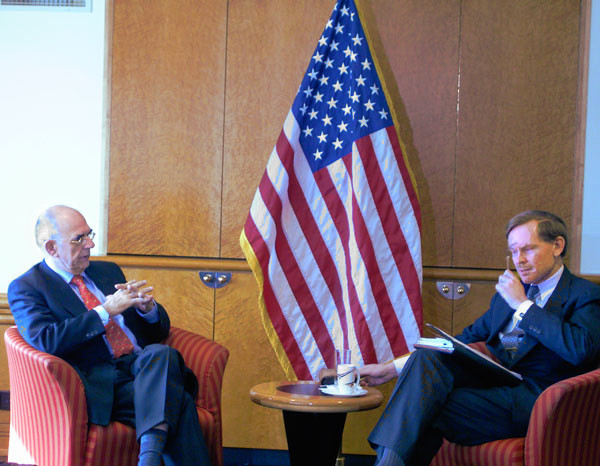
روبرت زوليك، نائب وزير الخارجية الأمريكي (يمين) مع يان برونك، الممثل الخاص للأمم المتحدة في السودان خلال مؤتمر المانحين للسودان الذي عقد في أوسلو في 12 أبريل 2005.

تدخل اتفاقية وقف إطلاق النار حيز التنفيذ في تاريخ التوقيع على اتفاقية السلام الشامل. لم تكن جميع الجماعات المتحاربة طرفًا في مفاوضات السلام وأعلن الكثير عن استيائهم من عدم مشاركتهم بشكل مباشر أو مراعاة مصالحهم، وذكروا أنهم لن يشعروا تلقائيًا بالالتزام باتفاقية السلام الشامل كما تم التفاوض عليه من قبل حكومة السودان والحركة الشعبية لتحرير السودان، هناك أيضًا زيادة في العناصر الإجرامية المدججة بالسلاح والتي يمكن أن ترى الأمم المتحدة كهدف مربح، بما في ذلك الجماعات التي تعمل عبر الحدود مثل جيش الرب للمقاومة .
تم تحديد الحالة النهائية الاستراتيجية على النحو التالي:
- السودان المستقر قادر على إجراء استفتاء سلمي بعد 61/2 سنة من الانتداب في جنوب السودان وأبيي.

- قدرة جنوب السودان على تحديد الوحدة السودانية أو الانفصال السلمي.

- قدرة أبيي على تحديد التوحيد مع بار الغزال أو وضع منفصل داخل شمال السودان.
- توفير بيئة مستقرة في جنوب كردفان / جبال النوبة وولاية النيل الأزرق للسماح لشعوب تلك الولايات من خلال التشاور بالتوصل إلى اتفاق سيكون التسوية النهائية للصراع السياسي في ولايتهم.

اغتيل العميد معين الدين أحمد، من الجيش الباكستاني، الذي كان نائب قائد قوة بعثة الأمم المتحدة لحفظ السلام في السودان، في 22 أكتوبر 2009 أثناء زيارته لباكستان.

## الجوانب المالية

### طريقة التمويل
الميزانية المعتمدة لفترة سنة واحدة بين 1 يوليو 2006 إلى 30 يونيو 2007 (القرار 60/122 ب): 1.079.530.000 دولار.

## روابط خارجية
- الموقع الرسمي
- un.org